# Anorthoa
Anorthoa är ett släkte av fjärilar som beskrevs av Emilio Berio 1980. Anorthoa ingår i familjen nattflyn, Noctuidae.

## Dottertaxa tillAnorthoa, i alfabetisk ordning[1][2]
- Anorthoa angustipennis Matsumura, 1926
- Anorthoa fabiani Hreblay & Ronkay, 1998
- Anorthoa munda [Denis & Schiffermüller] , 1775, svartprickigt sälgfly
  - Anorthoa munda plumbeata Hreblay & Ronkay, 1998
- Anorthoa rubrocinerea Hreblay & Ronkay, 1998

## Bildgalleri

Anorthoa fabiani
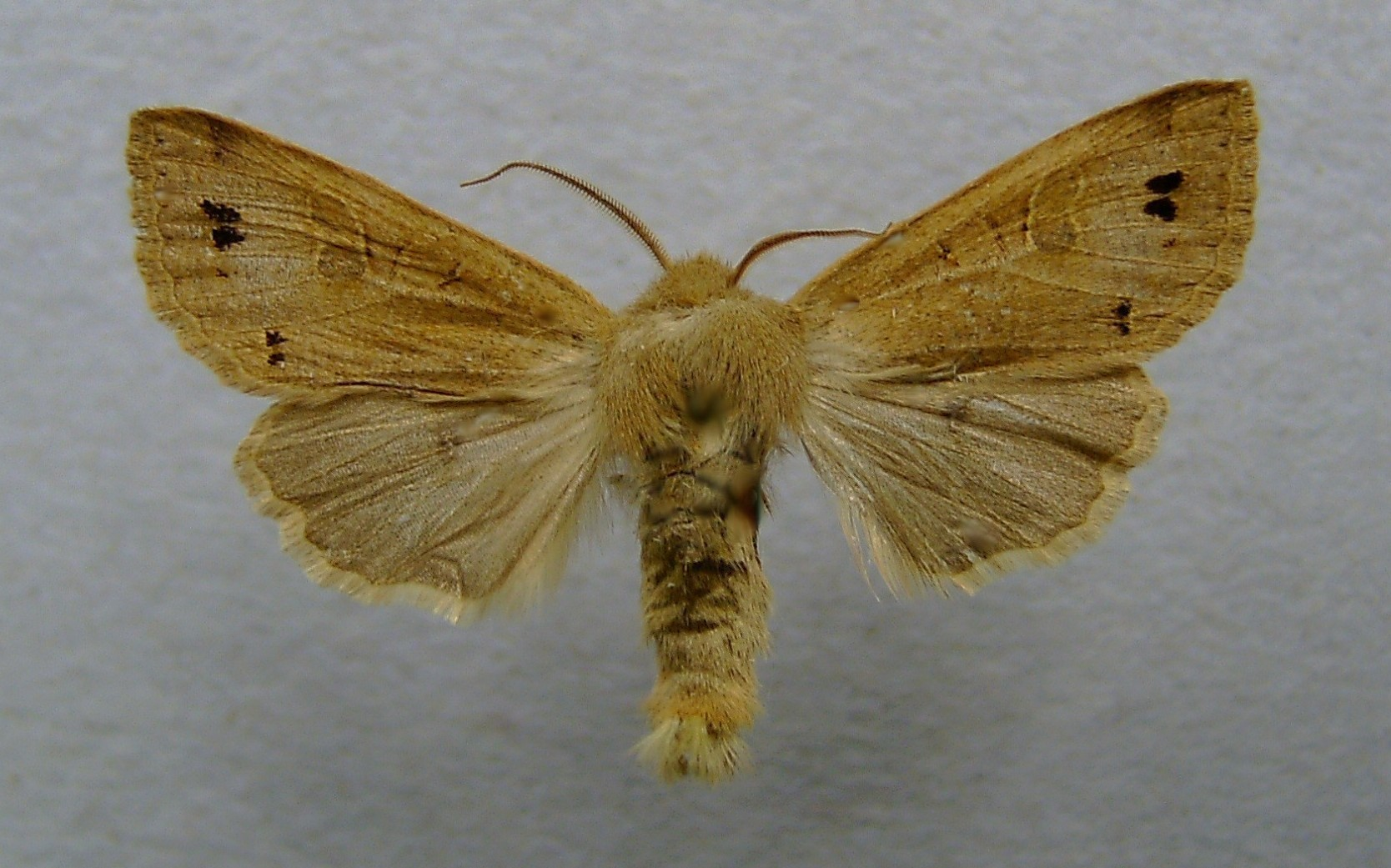
Svartprickigt sälgfly, Anorthoa munda munda
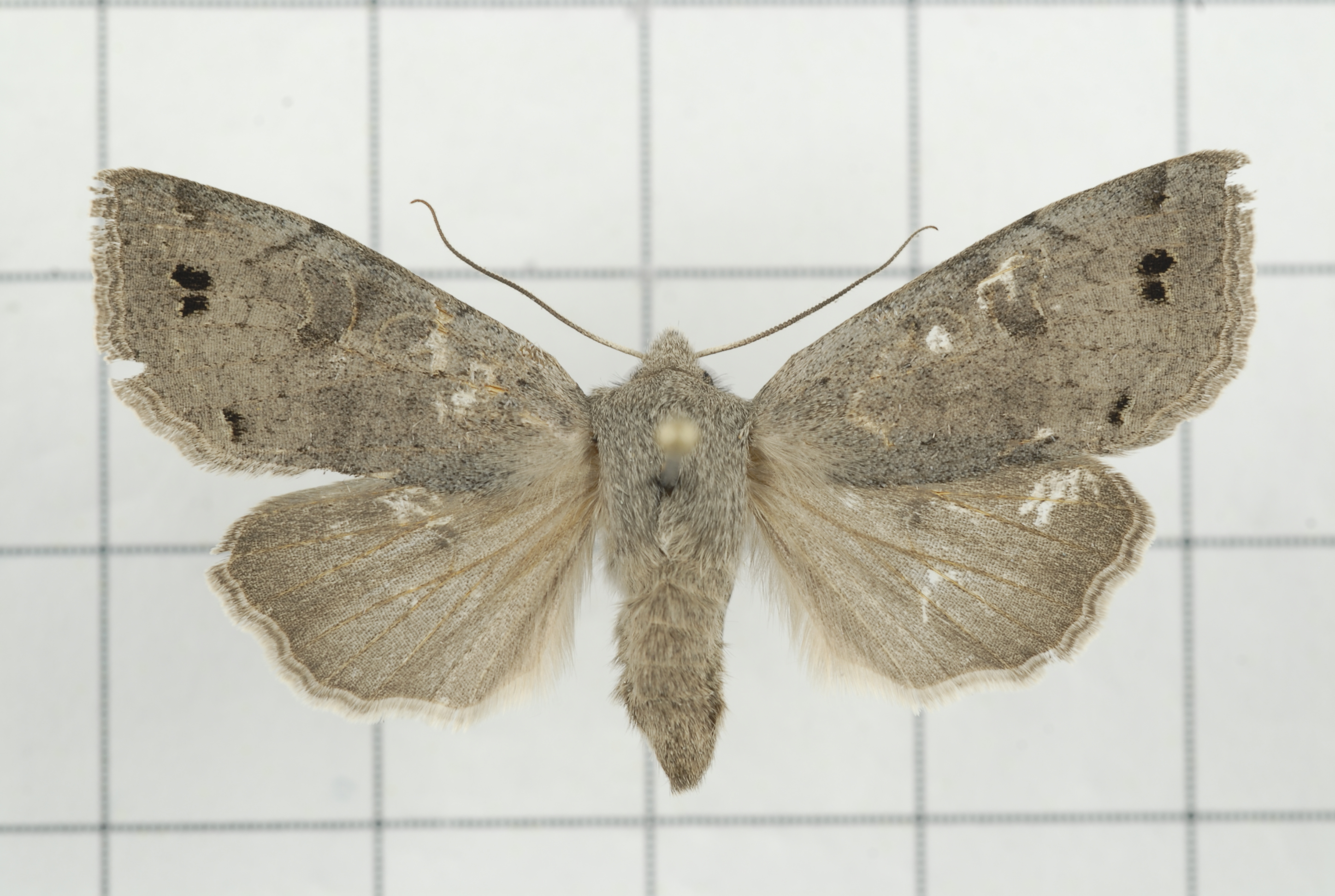
Svartprickigt sälgfly Anorthoa munda plumbeata